# Schismatogobius deraniyagalai
Schismatogobius deraniyagalai là một loài cá in the Gobiidae family. Nó được tìm thấy ở India và Sri Lanka.